# Alfred Bertrand (homme politique)
Pour les articles homonymes, voir Alfred Bertrand et Bertrand.
Alfred Alfons Elisabeth Bertrand, né à Bilzen le 26 mai 1913 et mort à Saint-Trond le 22 novembre 1986, est un homme politique belge et ministre du CVP.

## Biographie
Alfred Bertrand est né à Bilzen le 26 mai 1913 et décédé à Saint-Trond le 22 novembre 1986. Il a été employé comme mineur dans un charbonnage à Waterschei de 1929 à 1936. 
Il a joué un rôle au sein de la Jeunesse ouvrière chrétienne, et y a assumé la présidence provinciale de 1933 à 1938, dont les deux premières années comme propagandiste pour le Limbourg. De 1938 à 1945, il fut propagandiste régional du Mouvement ouvrier chrétien flamand (ACW) pour la région de Saint-Trond, et de 1945 jusqu’à son élection comme membre de la Chambre des Représentants, comme député de Hasselt-Saint-Trond. Il a aussi assumé la présidence de la Confédération des syndicats chrétiens au Limbourg. 
Il est par ailleurs Président provincial de l’ACW du Limbourg en 1949, et également président des Offices libres d’orientation professionnelle de sa province en 1947 et a siégé dès 1954 au Bureau national du Mouvement ouvrier chrétien, ainsi qu’au Comité de Direction du Conseil économique du Limbourg. 
Au sein du parti social-chrétien, il a fait partie, dès 1956, du Comité national. En juillet 1959, Alfred Bertrand a été élu président de l’aile flamande du Parti social-chrétien, succédant ainsi à Jozef Deschuyffeleer décédé dans un accident d’avion. 
En outre, il a été Ministre de la Santé Publique dans le gouvernement Harmel et Ministre des Communications dans les gouvernements Lefèvre, Gaston Eyskens IV et Vanden Boeynants I.
En plus de ses fonctions au sein du PSC, il fut aussi membre de l'Assemblée commune de la Communauté européenne du charbon et de l'acier, puis du Parlement européen.

## Carrière politique
- Membre de la Chambre des représentants de Belgique de 1946 à 1978.
- Ministre de la Santé Publique dans le gouvernement Harmel
- Ministre des Communications dans les gouvernements Lefèvre, Gaston Eyskens IV et Vanden Boeynants I.
- Membre de l'Assemblée commune de la Communauté européenne du charbon et de l'acier, puis du Parlement européen

## Distinctions
- Décorations belges
  -  Grand-croix de l'ordre de la Couronne
  -  Officier de l'ordre de Léopold II

- Décorations étrangères
  -  Grand-croix, 1re classe de l'ordre du Mérite

## Source
- Temps nouveaux du 25 juillet 1959[Quoi ?]